# (7875) 1991 ES1
(7875) 1991 ES1 là một tiểu hành tinh vành đai chính. Nó được phát hiện bởi Seiji Ueda và Hiroshi Kaneda ở Kushiro, Hokkaidō, Nhật Bản, ngày 7 tháng 3 năm 1991.